# Curth Georg Becker

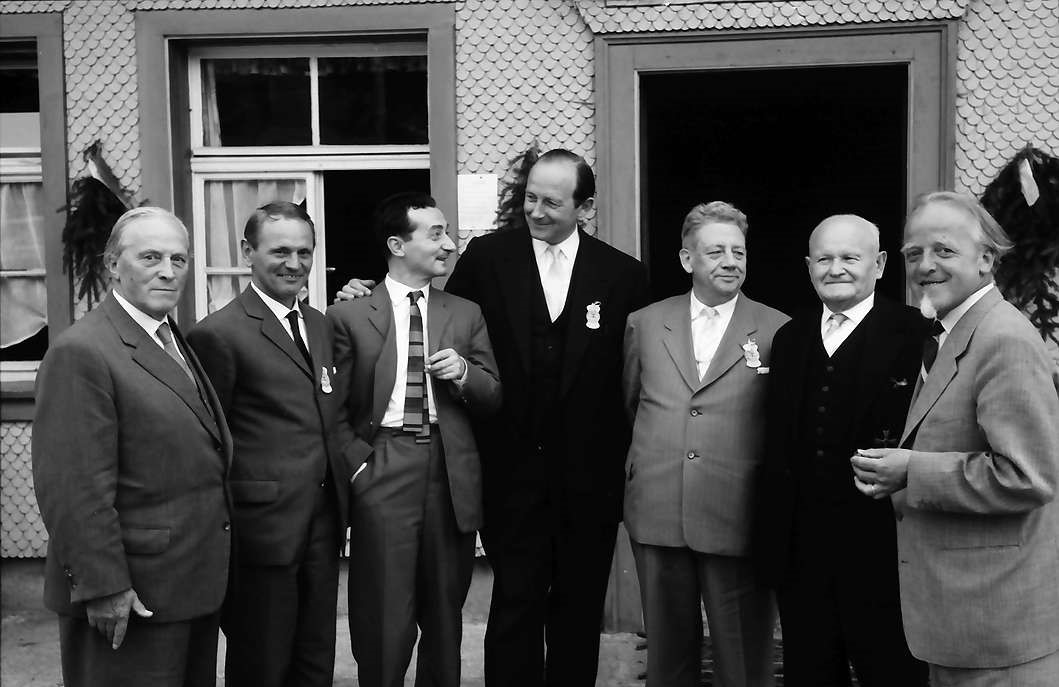
Curth Georg Becker (2. von links) beim Hans-Thoma-Tag in Bernau im Schwarzwald 1959

Curth Georg Becker (* 26. Februar 1904 in Singen; † 29. Dezember 1972 ebenda) war ein deutscher Maler und Grafiker.

## Leben und Werk
Becker wurde als erstes Kind von August Becker, Verleger und Redakteur der Singener Nachrichten, und dessen Ehefrau Juliane, geb. Höfling, geboren. Nach dem Konkurs des Verlages zog die Familie von Singen über Lörrach, Freiburg und Elberfeld nach Moers am Niederrhein. Hier verstarb sein Vater, als Becker erst elf Jahre alt war. Aufgrund der wirtschaftlichen Lage musste er daraufhin einige Jahre in Moers im Waisenhaus verbringen.

### Studium
Von 1920 bis 1923 besuchte er die Baugewerbeschule Essen und anschließend die Handwerker- und Kunstgewerbeschule Krefeld (Campendonk-Kreis). Um 1932 änderte er seinen Geburtsnamen Kurt in die französische Schreibweise Curth um. 1924 nahm er ein Studium an der Kunstakademie Düsseldorf auf, wo er auch von Walter Kaesbach gefördert wurde. Von 1926 bis 1928 war er Meisterschüler bei Heinrich Nauen. Er war Ateliernachbar von Otto Dix und Paul Klee.

### Leben als Künstler 1928 bis 1972
In der Zeit von 1928 bis 1931 unternahm er Studienreisen in die Niederlande, nach S. Angelo d’Ischia, Paris und Rom. Er reiste mit Werner Gilles und Josef Pieper nach Paris und Le Brusc und traf in Sanary sur Mer Hans Purrmann, den er persönlich wie künstlerisch lebenslang verehrte. Um 1933 zog er nach Berlin, kam in Kontakt zum Malerkreis Berliner Klosterstraße und schloss Freundschaft mit Werner Heldt, Bontjes van Beek, Paul Dirkes und Gerhard Marcks. 
1937 wurden im Rahmen der Aktion „Entartete Kunst“ sein Aquarell „Landschaft bei Le Brusé“ und sein Tafelbild „Kinderbildnis“ von 1927 in der Kunstsammlung der Stadt Düsseldorf beschlagnahmt und zerstört.
1940 wurde Becker zum Kriegsdienst einberufen. 1946 kehrte er, nach Fürsprache von Carlo Schmid aus französischer Kriegsgefangenschaft (Tuttlingen) zurück und wohnte in Hemmenhofen, später in Gaienhofen.
Von 1947 bis 1972 war er künstlerischer Leiter der Singener Kunstausstellungen, die er von einer lokalen Kunstschau zur überregional bedeutenden Kunstausstellung ausbaut.
1954 zog er nach Singen zurück. In den 1950er Jahren richtete sich Becker in Montagnola ein Atelier ein. 1961 entstand dort ein Porträt Hans Purrmanns.
Er war ständiger Mitarbeiter der Zürcher Zeitschrift „Spektrum. Internationale Vierteljahresschrift für Dichtung und Originalgrafik“.
Becker pflegte Zeit seines Lebens enge Freundschaft zu Künstlerkollegen, wie Werner Gilles, Ferdinand Macketanz, Josef Pieper, Peter Janssen, Max Ernst, Leo Faber oder Heinrich Campendonk.
Curth Georg Becker starb nach schwerer Krankheit am 29. Dezember 1972.
Der schriftliche Nachlass von Becker ist im Deutschen Kunstarchiv des Germanischen Nationalmuseums archiviert.

## Mitgliedschaften
Von 1929 bis 1930 war er Mitglied des Düsseldorfer Künstlerkreis „Das Junge Rheinland“ um Asta „Mutter“ Ey, im Deutschen Künstlerbund und der Rheinische Sezession. Er war Mitglied in der Düsseldorfer Künstlervereinigung Malkasten. Ab 1947 war er Mitglied der Badischen Sezession, 1948/49 Mitglied der Pfälzer Sezession, Mitglied ab 1955 im Künstlerbund Baden-Württemberg, 1950 Vorstandsmitglied des neuen Deutschen Künstlerbundes, 1951 bis 1962 Vorstandsmitglied der Sezession Oberschwaben-Bodensee (SOB).

## Ehrungen
- 1958: Hans-Thoma-Preis des Landes Baden-Württemberg
- 1968: Internationaler Graphikpreis der Biennale Ancona
- 1969: Ehrenprofessur des Landes Baden-Württemberg
- 1972: Ehrenmedaille der Stadt Singen (Hohentwiel) in Silber